# マンガの神様 (小説)
『マンガの神様』（マンガのかみさま）は、蘇之一行による日本のライトノベル。イラストはTivが担当している。電撃文庫（KADOKAWA）より2015年3月から2016年8月まで刊行された。また2015年10月10日発行の『電撃文庫MAGAZINE』（KADOKAWA）　Vol.46にて書き下ろし短編が、2016年2月発行の『電撃文庫MAGAZINE』（KADOKAWA） Vol.48からの三号連続で集中連載が行われた。第21回電撃小説大賞にて銀賞受賞。高校生新人漫画家である主人公と「マンガみたいなことがたやすく起こる現象」であるマンガの神様に憑かれたと言う少女の周りで起こる出来事が描かれている。

## あらすじ
1巻
高校生の左右田伊織（そうだ いおり）は『月刊少年ライン』の新人漫画家だが、連載できないという悩みを抱えていた。ある日、伊織は学校の廊下で美少女とぶつかってしまう。その日に、同じ雑誌の人気漫画家にして憧れの杜若王子郎（もりわか おうじろう）との対談の話が持ちあがり、伊織は快諾する。しかし、伊織が杜若王子郎の家で出会ったのは、廊下でぶつかった同じ学校に通う杜若楪葉（もりわか ゆずりは）だった。彼女は、自身が杜若王子郎であり、“マンガの神様”に憑かれ、周りにマンガのような出来事を引き起こすと言う。それから、伊織はスランプに陥ったり、初恋の幼馴染霧生萌黄（きりゆう もえぎ）が転校してくるなど、マンガのようなことが起き始める。萌黄の誘いで伊織は漫画研究部に入る。また、漫研のポスターを見ていた楪葉を萌黄が連れてきて二人は再会する。漫研のマンガ制作会議を通して、楪葉は「マンガは『リアリティ』のある『レアリティ』」と称し、現実感と非現実感のバランスの重要さを伝える。また、妹の日芽（ひめ）に「今の伊織は勝つためにマンガを描いている」と指摘され、伊織は面白いマンガを描くための答えを見つける。同時に、楪葉は萌黄が過去に助けられたという人物が死んだ自分の父かもしれないことを知ると、萌黄をマンガの神様に巻き込まないよう退部・退学しようとする。そこで、伊織は楪葉のために漫研の皆で描いた作品を見せ、杜若王子郎ではなく杜若楪葉を必要としていると告げた。その言葉で楪葉は漫画研究部に留まることを決め、皆の元に戻る。
2巻
連載を目指す伊織は、読者アンケートで多くの表を得た高校生漫画家に連載させる、という話を持ちかけられ、同じ高校生漫画家の高良翔太朗（こうら しょうたろう）と闘うこととなる。テーマである恋愛漫画を描くために楪葉とデートをするが、二人が男に絡まれた際、翔太朗に助けられ劣等感を抱く。伊織が恋愛マンガが描けずに悩んでいるところ、少女漫画家の糸屑ほたる（いとくず ほたる）のアシスタントの誘いがあり、彼女のもとで恋愛漫画の描き方を学ぶ。そこで、ほたるは『イマジネーション』を起こすために、伊織が女の子と仲良くすることを禁じる。恋愛禁止のまま花火大会の日が来るが、伊織は楪葉たちとではなく翔太朗と行動する。伊織たちは再度男に絡まれるが、その際水浸しになった翔太朗が着替えている場で翔太朗が『実は女の子』であると知る。伊織は楪葉からの願いもあり、ほたるからの恋愛禁止を破るのだが、足りない『イマジネーション』を『リアリティ』で補った、「翔太朗をモデルにした恋愛マンガ」を描いた。伊織のマンガは翔太朗のマンガの票を超えたが、楪葉も同じ号で恋愛マンガを描き、伊織より表を取っていたため伊織の連載は叶わなかった。
3巻
『ライン』のライバル雑誌である『タイム』編集長が杜若王子郎の移籍を巡り、ラインとタイムの売り上げで勝負することを宣言する。タイムには、人気アイドル兼漫画家にして楪葉の親友である東雲夜桜（しののめ よざくら）がいた。伊織と楪葉は共に夜桜のライブを見に行き、ライブ後、夜桜にディナーに誘われる。そこで伊織たちは売上重視の夜桜と意見が対立してしまう。夜桜は楪葉が杜若王子郎という肩書を使っており、利用されている楪葉を助けると宣言する。後に漫研で南の島に合宿に行くと、同じ場に夜桜も撮影で来ていた。楪葉はそこで伊織と夜桜にスランプで「マンガを描けなくなった」と言う。夜、外にいる楪葉を追った伊織だが、急な嵐により、二人は洞窟で避難することになる。そこで伊織は楪葉に対して、伊織や全国の人のためだけでなく自分自身のために『杜若王子郎』として描くことが必要だと伝える。その夜二人は洞窟の壁にマンガのキャラクターを描きながら過ごした。楪葉は杜若王子郎のオールスターマンガを描き、売り上げでラインが勝利したことで移籍の話はなかったことになる。
4巻
ついに伊織の連載決定が決まる。そこで、楪葉や夜桜も絶賛した自信作を編集長に見せるが、何故か怒鳴られてしまう。期限までに納得のいく原稿を出さねば、連載は無かったことにする、との試練が伊織に与えられる。その頃、文化祭に向けた漫研の漫画が完成し、萌黄の家で打ち上げをしている中、萌黄の父が萌黄をアメリカに帰そうとやってくる。そこで萌黄が日本に留まるのは、文化祭が終わるまでにされる。その後、伊織は萌黄に呼び出され告白されるが、返事は文化祭が終わってから、と言われてしまう。文化祭当日、漫研のマンガが売れないことに焦る中、翔太朗と夜桜が漫研のマンガを見に来る。漫研の宣伝のために楪葉はミスコンに出場すると、漫研の認知度が高まり漫画は無事に完売する。萌黄の父も萌黄の気持ちに向き合い、漫研のマンガを読み、萌黄が日本に残ることを了承する。また、萌黄の告白に対して、伊織は「仲間として大事にしたい」「恋人になることはできない」と答える。伊織は、読者が面白いと思うマンガではなく、自分が面白いと思ったマンガで読者を楽しませることを目的に連載マンガを描いた。伊織の成長を確信した編集長はそこで連載を認める。その伊織の連載漫画第1話は、アンケートで杜若王子郎の作品を越えた。

## 作風とテーマ
第21回電撃小説大賞選考委員によると、本作は、成功体験があり、挫折があり、悩んだ末にヒントを貰って乗り越える成長物語であり、明るく爽やかな、滑らかに流れる文章とストーリーでストレスなく読める学園ドラマとなっている。
都合よくマンガのようなことが起こる事象を、マンガの神様に憑かれていると表現したのが本作であり、選考委員の三木一馬は、マンガのベタな展開を逆手に取るという着眼点は大変見事であると評価している。
本作の第1巻執筆の段階で、作者は漫画家が主役の話を想定し、「努力家の天才漫画家と、神様に愛された天才漫画家のストーリー」を組み立て、伊織と楪葉の二人を対比し、対立構造にした。選考委員は、キャラクターの好感度を高く評価している。佐藤竜雄によると、主人公は自信家でいやな所もあるが、努力家なために好感度が高いという。荒木美也子によると、主人公のいけすかなさや悶え、そして伊織の妹の描写はとても微笑ましいという。鈴木一智によると、キャラの行動原理がしっかり確立されており、どこまでも不敵で傲慢な主人公にも好感が持てるという。また、作者は二人のヒロインを、楪葉は有名マンガ家でクールな美少女、霧生萌黄は天真爛漫な転校生と、性格を対照的にすることで、性格の違う二人がマンガを通して仲良くなる様を見せ、マンガの良さを表現した。
主人公が漫画家ということもあって創作論が散りばめられており、読者の捉え方が多様であるのも本作の特徴である。作者は創作の仕方に関して、各々が異なる価値観を抱くことへ理解を示し、読者にも理解を求めている。『このライトノベルがすごい!　2016』において絵空は、伊織と楪葉の二人の一歩も引かない創作論のぶつかり合いは熱く、頷けるものがあるという。
本作の第2巻では、物語の展開上、伊織に分かりやすいライバルを登場させたことで、作者は王道的な展開であると認識している。
バトル系作品では、ラスボスを最初は伏せて後から明らかにする展開と、ラスボスを最初に掲示してその前に障害が立ちはだかるという展開の二つが基本となるが、本作はその後者となっている。
本作の第3巻では、作者は、2巻でのライバル登場を受けて、さらに強大な敵が立ちはだかるという王道の展開を避けた。杜若王子郎というチートキャラと渡り合えるような漫画家の登場と、楪葉の過去に触れることに軸を据えた結果、夜桜というキャラクターが誕生した。さらに、「売り上げが大事か、面白さが大事か」というテーマにも言及している。
本作を通して、作者は登場するキャラクターの持論、主義主張がどうぶつかっていくかを読者に楽しんでもらいたいと考えている。
本作の4巻まで、作者は、マンガの神様は存在するのか、しないのか明らかにすることはなかった。強いての答えとして、「存在するかもしれないし、しないのかもしれない」と述べている。作者自身、運命は決まっていて変えられないものであり、その運命の道を全力で走るのが格好いいと考えている。楪葉はマンガの神様に憑かれているというよりも、運命を抱えているといえる。楪葉は運命に抗い、そして、最終的に運命を受け入れるという選択肢を取った。

## 制作背景
第21回電撃小説大賞銀色を受賞した本作は、作者にとって電撃小説大賞への三度目の投稿であった。第19回では3次選考通過まで進んだが、第20回では1次選考で落ちたため、その悔しさを糧に本作を書いた。
作者は本作を書く際に、自分の好きなものを題材にしようと思い、マンガが好きだという理由で、漫画家の話を書いた。そして、努力家の主人公、神様に愛されたライバルというアイデアを思いつき、設定を膨らませていった。
本作以前は、ミステリーといったシリアスな作品を書いていたが、コメディ系の方が合っていたと自身の挑戦に関して本作受賞の際にコメントしている。
本作の執筆は、2か月ほどかけて一度書き上げた。その後に客観的に見ようと思い1か月ほど時間を置いて読み直したところ、後半があまり面白くないと判断し、大幅に書き直した。その後も書き直しを何度か繰り返した。合計すると、執筆には約半年かかった。作者にとって、時間をかけて書いたことは辛かったが、少しでも良いものにしようという思いで持ち堪えたという。執筆していることは周りの人に伝えていたが、執筆は、1人で黙々と行った。
電撃小説大賞の受賞作は、電撃文庫・メディアワークス文庫などから必ず出版され、必ずデビューする。そのため、作者は第21回電撃小説大賞銀賞を受賞したことで本作第1巻を出版することになり、デビューを果たす。

## 既刊一覧
- 蘇之一行（著）・Tiv（イラスト） 『マンガの神様』 KADOKAWA〈電撃文庫〉、全4巻
  1. 2015年3月10日発売[11]、ISBN 978-4-04-869258-8
  2. 2015年7月10日発売[12]、ISBN 978-4-04-865250-6
  3. 2015年11月10日発売[13]、ISBN 978-4-04-865547-7
  4. 2016年7月9日発売[14]、 ISBN 978-4-04-892197-8